# بال‌پرنده‌ای ریچموند
بال‌پرنده‌ای ریچموند(نام علمی: Ornithoptera richmondia) نام یک گونه از تیره پروانه‌های دم‌چلچله‌ای است.